# FC Isloch Minsk Raion
El FC Minsk Raion (en bielorruso: ФК Іслач; en ruso: ФК Ислочь) es un club de fútbol bielorruso del Raión de Minsk. Fue fundado en 2007 y actualmente juega en la Liga Premier de Bielorrusia. El nombre Isloch se debe al Río Islach.

## Historia
Del 2007 al 2011 fueron un equipo amateur que jugaba en la Liga regional de Minsk. En el 2012  ascendieron a la Segunda Liga de Bielorrusia tras finalizar terceros en el campeonato regional, obteniendo así su estatus de equipo profesional.
El FC Isloch Raion representó a Bielorrusia en la Liga Regional de la UEFA de 2013 en la cual clasificaron en su grupo a la fase final.
En 2015 lograron su promoción a la Liga Premier de Bielorrusia.

## Participación en competiciones de la UEFA
| Temporada | Torneo                 | Ronda             | Club       | Casa | Visita | Global      |
| --------- | ---------------------- | ----------------- | ---------- | ---- | ------ | ----------- |
| 2024–25   | UEFA Conference League | 1° Clasificatoria | La Fiorita | 0−1  | 1−0    | 1−1 (2–4 p) |